# Saint-Aubin-des-Hayes
 Saint-Aubin-des-Hayes  là một xã của tỉnh Eure, thuộc vùng Normandie, miền bắc nước Pháp.